# 카스텔간돌포
카스텔간돌포(이탈리아어: Castel Gandolfo)는 이탈리아 라치오주 로마현에 위치한 코무네다. 로마에서 동남쪽으로 약 30km쯤 떨어진 알바니 구릉 꼭대기에 자리 잡은 알바노 호수가 있는 작은 마을이다. 이곳은 교황의 여름 휴양지로 유명하다.

## 역사

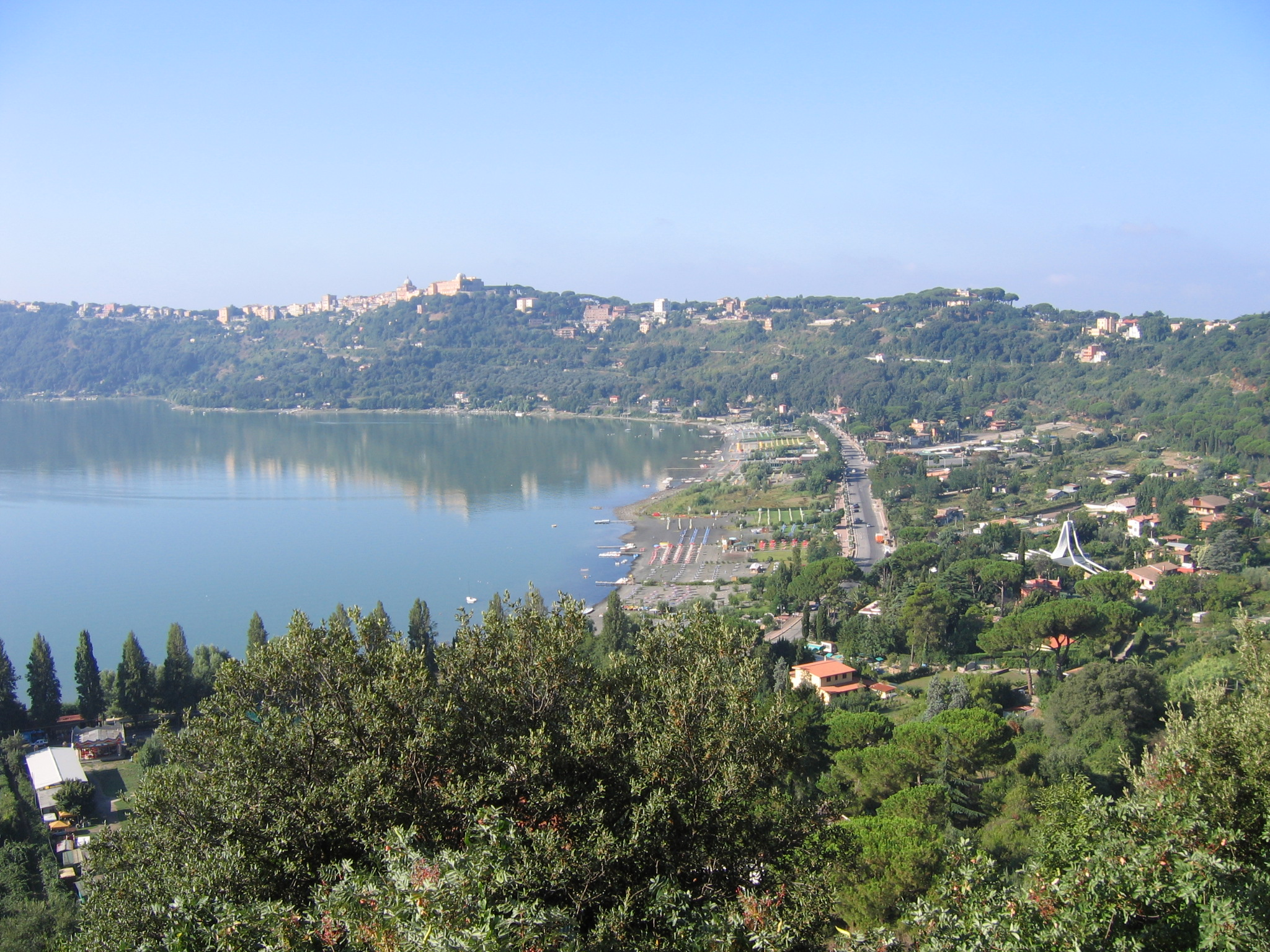
카스텔간돌포와 알바노 호수.

지금의 카스텔간돌포 지역에서는 기원전 16세기의 고고학적 유물들이 발견되었다.
고대에 이곳에는 라틴 연맹의 수도였던 알바 롱가의 터가 자리를 잡고 있었다. 카스텔간돌포라는 이름은 12세기 (제노바 출신의 성 곤돌포의 이름을 딴) 두칼 간돌피 가문의 성채에서 유래한 것으로, 사벨리 가문이 넘겨받은 것을 1596년 교황청 회계국에서 150,000 스쿤디를 내고 사들였다.
카스텔간돌포에 처음으로 온 교황은 클레멘스 8세이지만, 1626년에 옛 성채를 복구하고 나서 처음으로 온 교황은 우르바노 8세이다.

## 주요 명소
- 교황의 여름 별장(Residenza Papale)은 교황 우르바노 8세를 위하여 카를로 마데르노가 설계한 것으로 17세기에 지어진 건물이다. 교황의 별장과 인접한 빌라 바르베리니는 교황 비오 11세가 이탈리아 정부와 함께 1929년 라테란 조약을 체결한 이후 치외법권을 누리게 되었다. 별장 코앞에 있는 작은 광장은 1870년 이탈리아가 통일하자마자 곧 리베르타 광장(Piazza della Libertà)으로 개명되었다. 카스텔간돌포에서 선종한 교황들로는 비오 12세(1958)와 바오로 6세(1978)가 있다.
- 교황의 별장이 있는 장소는 예전 성채의 폐허 위에 재건한 것으로, 일부분은 14km2에 달하는 도미티아누스 황제의 여름 휴양지 터였던 곳이다. 황제의 휴양지는 유명한 건축가 라비리우스가 설계한 것이다. 내부 안뜰에는 율리시스 이야기에 등장하는 퀴클롭스 폴리페무스를 묘사한 흉상이 있었다. 이 흉상은 황제의 별장 정원의 님파이움에서 발견되었는데, 분화구 호수의 하구에 인공적으로 건설한 동굴에 있었다.
- 이곳 성당은 교황 알렉산데르 7세의 지시에 따라 베르니니(1658-1661)가 설계하였으며 빌라노바의 성 토마스에게 봉헌되었다. 광장 건설과 주택 간의 경계는 《십자가에 못 박히신 그리스도》를 묘사한 피에트로 다 코르토나에 의한 것이다.
- 바티칸 천문대의 망원경 두 개는 1930년대 로마에서 카스텔간돌포로 옮겨 온 것들로, 1980년대까지 사용하였다. 바티칸 천문대 본부는 아직도 카스텔간돌포에 남아 있다. 하지만, 연구 시설은 바티칸 천문관측 연구 그룹에 의지하고 있으며, 미국 애리조나 대학교의 스튜어드 천문대로부터 후원을 받고 있다. 스튜어드 천문대의 망원경들은 애리조나에 있는 그래햄 산에 자리 잡고 있다.

## 자매 도시
- 프랑스 샤토뇌프뒤파프
- 모리셔스 쿠레피페